# NGC 6421
NGC 6421 — группа звёзд в созвездии Скорпион.
Этот объект входит в число перечисленных в оригинальной редакции «Нового общего каталога».